# Herpeperas atrapex
Herpeperas atrapex là một loài bướm đêm trong họ Noctuidae.